# 南京广播电视台十八·生活频道
南京广播电视台十八·生活频道，是南京广播电视台所拥有的一条电视频道。

## 历史
前身为1997年6月18日开播的江浦电视台，因其在模拟电视时代使用18频道发射而得名，由南京人民广播电台电视节目部负责制作，面向南京市播送。2003年该台所属的南京电台与南京电视台、南京有线电视台合并为南京广播电视台。合并后原南京电视台、南京有线电视台的频道使用统一的新台标，而十八频道仍保留之前带有“十八”字样的台标，直到与生活频道合并。
2024年，南京广播电视台十八频道与生活频道合并为十八·生活频道，于7月22日5时58分正式开播。

## 节目
十八频道的主要栏目有都市新闻节目《标点》、南京话评论节目《听我韶韶》，也会播出浦口电视台制作的节目。